# Eye Brook
Der Eye Brook ist ein 16 km langer Fluss in den East Midlands in England.
Der Fluss entsteht aus dem Zusammenfluss von zwei nicht benannten Bächen zwischen den Dörfern Tilton-on-the-Hill und Skeffington östlich von Leicester in Leicestershire.
Der Fluss bildet teilweise die Grenze zwischen Leicestershire und Rutland. Der Fluss wird im Eyebrook Reservoir gestaut und mündet südlich des Stausees in den Welland.
Der Stausee ist ein Site of Special Scientific Interest.